# Warren Shaw
Warren Shaw ist ein US-amerikanischer Soundeditor.

## Leben
Warren Shaw wuchs in New York City auf. Mit 18 Jahren begann er für ein Hip-Hop-Studio in Manhattan zu arbeiten. Mit 21 folgte sein Wechsel in die Filmindustrie. Seine ersten Arbeiten als Soundeditor in Ausbildung hatte er bei … aber nicht mit meiner Braut – Honeymoon in Vegas (1992), Schlaflos in Seattle (1993) und Gilbert Grape – Irgendwo in Iowa (1993). Es folgten Assistentenjobs bei 2 Millionen Dollar Trinkgeld (1994) und Eine Blondine zuviel – Two Much (1995) sowie erste eigenverantwortliche Arbeiten bei Im Sumpf des Verbrechens (1995), Striptease (1996) und Michael (1996).
Es folgten Arbeiten für prestigeträchtige Filme wie Das schwankende Schiff (1999), Prinzessin Mononoke (1997), Blair Witch Project (1999) und The Good Shepherd (2004). Eine seiner wichtigsten Arbeiten erfolgte 2017 für den Disney-Realfilm Die Schöne und das Biest (2017). Im gleichen Jahr wechselte Shaw zur Formosa Group, eine der bekanntesten US-amerikanischen Firmen für Post-Production-Sound.

## Auszeichnungen
2000 wurde er erstmals für einen Golden Reel Award der Motion Picture Sound Editors nominiert für seien Arbeit an Prinzessin Mononoke. 2009 folgte seine zweite Nominierung für Zeiten des Aufruhrs und 2011 die dritte für Salt . Erstmals gewann er den Award 2018 für Jane von Brett Morgen.
2017 gewann er einen Emmy für die Serie The Night Of – Die Wahrheit einer Nacht in der Kategorie Outstanding Sound Editing For A Limited Series, Movie Or Special.
2021 erhielt er einen Golden Reel Award für den Kriegsfilm Greyhound – Schlacht im Atlantik von Aaron Schneider. Zusammen mit Michael Minkler, Beau Borders und David Wyman wurde er außerdem in der Kategorie Bester Ton bei der Oscarverleihung 2021 nominiert.